# Acanthonevra siamensis
Acanthonevra siamensis är en tvåvingeart som beskrevs av Hardy 1973. Acanthonevra siamensis ingår i släktet Acanthonevra och familjen borrflugor.
Artens utbredningsområde är Thailand. Inga underarter finns listade i Catalogue of Life.